# 永田亀昭
永田 亀昭（ながた かめあき、1922年〈大正11年〉9月17日 - 1998年〈平成10年〉12月29日）は、日本の政治家。元山形県上山市長（4期）、元自由民主党山形県議会議員（2期）。

## 来歴
山形県南村山郡上山町（現上山市）出身。山形県立山形中学校（現山形東高校）卒、1944年に日本歯科医学専門学校（現日本歯科大学）卒業。なお、1944年に軍隊入隊、陸軍軍医学校に入学し、1945年修了。復員後、永田歯科医院で歯科医師に従事。1964年に上山市歯科医師会長に就任。1966年山形県歯科医師会理事。
1955年から1983年まで自由民主党に所属。上山支部長や山形県支部連合会の総務会や政務調査会の各副会長などを務めた。
1975年に山形県議会議員に自由民主党公認で出馬、橋本直樹との一騎打ちを制し初当選。（永田亀昭15,747票、橋本直樹4,330票）
1979年に山形県議会議員に無投票再選し（自民党）、2選。1982年に山形県議会副議長を務めた。
1983年7月に上山市長選に出馬し、元市議会議員の布川章との一騎打ちを制して初当選。（永田亀昭11,874票、布川章11,090票）
1987年6月の市長選では、再度市長選に挑戦した布川との一騎打ちをまたも制して2選。（永田亀昭15,200票、布川章9,254票）
1991年6月の市長選では、大場重彌との一騎打ちを制して3選。（永田亀昭14,711票、大場重彌8,630票）
1995年7月の市長選では、無投票当選し4選。
1998年12月29日、市長在任中に急逝した。
1998年12月、地方自治功労により従五位、勲四等旭日小綬章を受章。

## 政策
「明るい発展のため響き合う市政」を基調とし、身辺を清潔に保ち、謙虚な気持ちで市民の声を聞くことや、政策に優先順位をつけながら行政改革を進めることを当初の公約とした。
また、当面の課題については、道路などの生活環境や都市開発整備、雇用機会の拡大、市勢の活性化などとして政策に取り組んだ。
その後、「子や孫に誇れる上山」づくりを目指し以下の具体策を展開した。
　① 兼業農家など1次プラス1.5次産業形複合経営を育成し、高能率・高生産性農業を実現する。
　② 地場企業の高度技術化を促進、成長度の高い加工業の受注開拓を進めるとともに、先導型企業を導入して中小製造業の効率を高め生産高をあげる。
　③ 高速交通網をネットワーク化し観光資源を開発整備する。
　④ 土地区画整理、再開発事業や下水道を整備するとともに若年層の雇用を創出して二世代同居の基盤をつくり高齢化社会に対応する。さらに、教育・文化・スポーツを振興し社会福祉を充実させる。
「自他祝福」を座右の銘とした。